# Pompa scroll

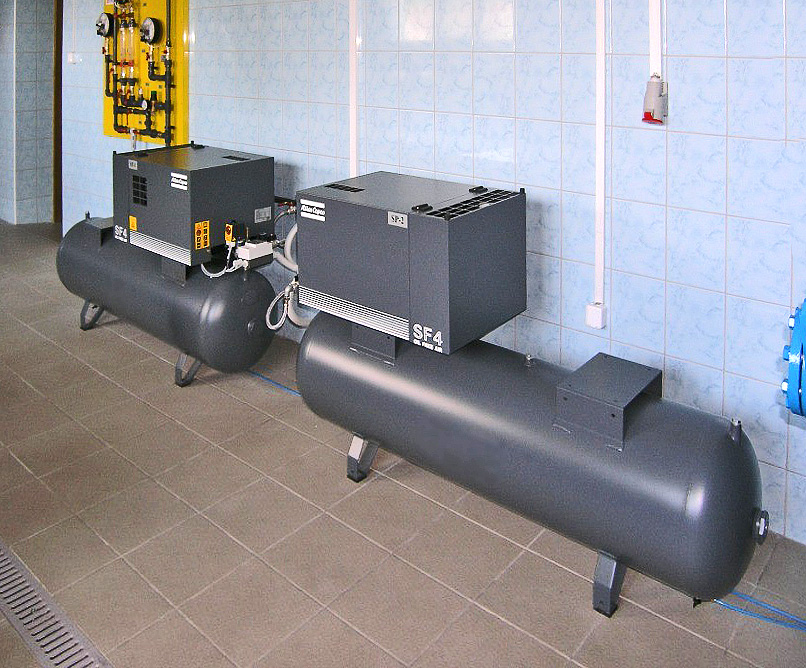
Una pompa Scroll

Una pompa scroll è una pompa meccanica per la creazione e il mantenimento del vuoto primario. È impiegata anche come compressore per impianti di refrigerazione, oltre che climatizzatori residenziali e automobilistici.
Il funzionamento è garantito da due meccanismi a forma di chiocciola, uno fisso e uno mobile, inseriti uno dentro l'altro. Tra le due chiocciole si forma un volume che si riempie del gas da svuotare, questo volume grazie al moto rototraslatorio della chiocciola mobile viene spostato verso il centro della chiocciola fissa dove avviene l'espulsione del gas. La pompa sfrutta la compressione via via crescente che il volume d'aria subisce a causa della progressiva riduzione del condotto tra le due chiocciole.
La pompa scroll è una pompa a secco e garantisce un vuoto primario pulito dai vapori di idrocarburi. La pressione ultima raggiungibile è 0,2 Pa.